# Brian Lara

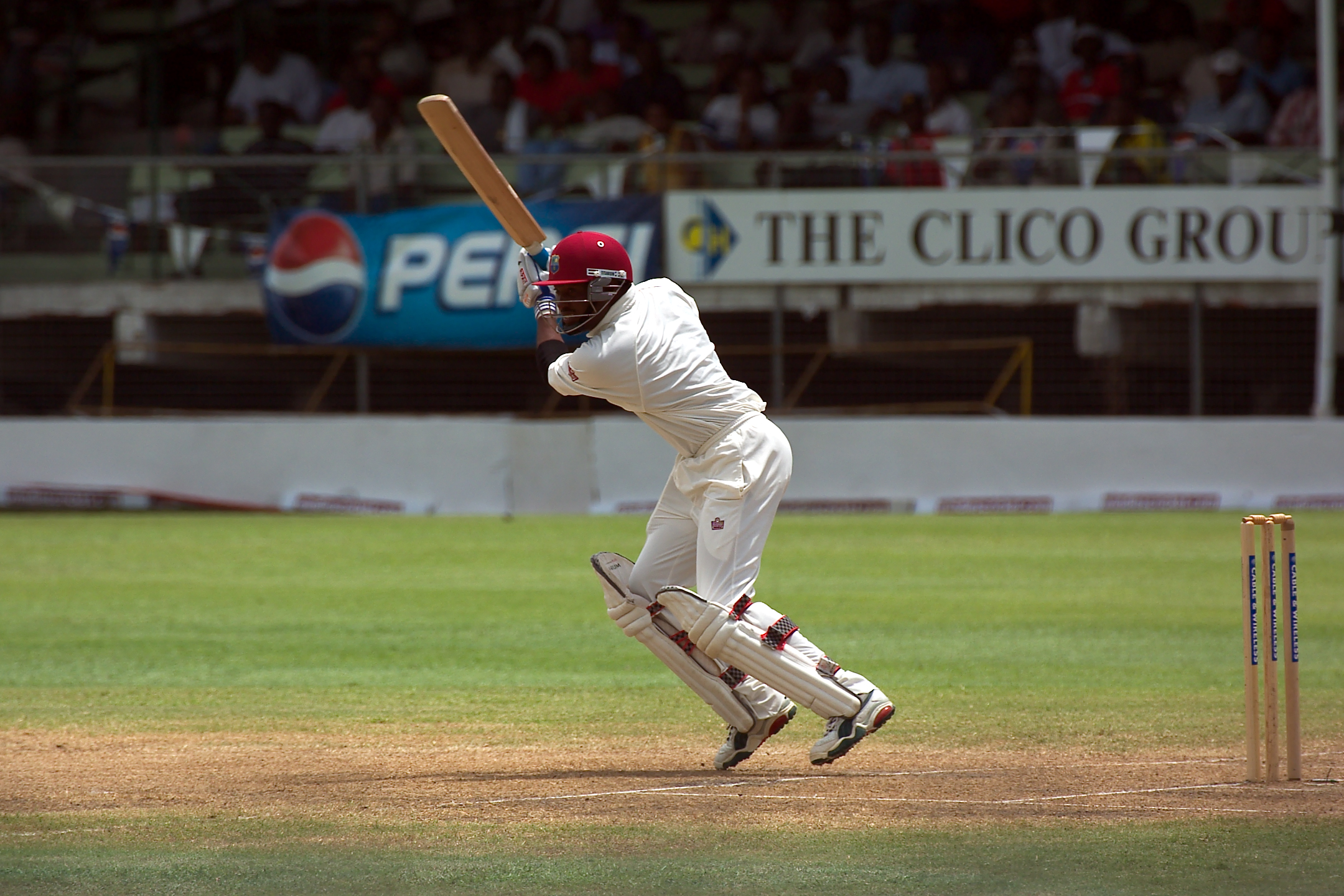
Brian Lara under en cricketmatch.

Brian Lara, född 2 maj 1969 i Santa Cruz, Trinidad och Tobago, är en trinidadisk cricketspelare. Han anses vara en av världens bästa slagmän, och spelar för Västindien. Han har rekordet i antal runs i en test cricket-match (400 not out mot England 1994).